# بريسيلا لوبيز
بريسيلا لوبيز (بالإنجليزية: Priscilla Lopez)‏ هي راقصة ومغنية وممثلة أمريكية، ولدت في 26 فبراير 1948 بنيويورك في الولايات المتحدة.

## أعمال

### أفلام
- (2002) خادمة في مانهاتن[6][7]

## وصلات خارجية
- بريسيلا لوبيز على موقع IMDb (الإنجليزية)
- بريسيلا لوبيز على موقع ألو سيني (الفرنسية)
- بريسيلا لوبيز على موقع ميوزك برينز (الإنجليزية)
- بريسيلا لوبيز على موقع أول موفي (الإنجليزية)
- بريسيلا لوبيز على موقع قاعدة بيانات برودواي على الإنترنت (الإنجليزية)
- بريسيلا لوبيز على موقع قاعدة بيانات الأفلام السويدية (السويدية)
- بريسيلا لوبيز على موقع إن إن دي بي (الإنجليزية)
- بريسيلا لوبيز على موقع ديسكوغز (الإنجليزية)
- بريسيلا لوبيز على موقع قاعدة بيانات الفيلم (الإنجليزية)
- بريسيلا لوبيز على موقع كينوبويسك (الروسية)